# Нападения леопардов на людей

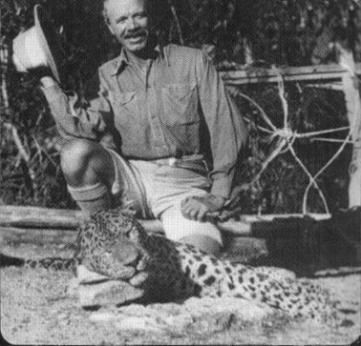
Корбетт рядом с тушей «Рудрапраягского людоеда», 1926 год

Леопарды нападают на людей довольно редко, реже, чем кто-либо из семейства кошачьих (после снежных барсов и ягуаров). Леопарды, как тигры и львы, обитают в Индии, Юго-восточной Азии и Африке, а эти места густо заселены людьми. Леопарды редко нападают на людей, но часто нападают на приматов, особенно на горилл.

## Нападения
Люди нередко выигрывали в схватке с напавшим на них леопардом. Известно, что одна 56-летняя женщина убила атаковавшего её леопарда серпом и лопатой, при этом выжила после тяжелых травм. 73-летний мужчина в Кении во время подобной атаки вырвал язык леопарда и убил его.
Единственный подвид, случаев нападения которого на людей не зафиксировано, это амурский леопард.

## Случаи
- С 1907 по 1938 год тигры и леопарды постоянно нападали на людей. В общей сложности 33 особи терроризировали жителей Индии и Непала[6]. Одним из самых кровожадных хищников того времени является леопард из Рудрапраяга — самец индийского леопарда, убивший и съевший по меньшей мере 125 человек в районе округа Рудрапраяг (на территории современного индийского штата Уттаракханд) с 1918 года по 14 апреля 1926 года.[7] Застрелен известным охотником на больших кошек Джимом Корбеттом 2 мая 1926 года[8]..
- В феврале 2016 года, в индийском городе Бангалор, леопард залез в здание международной школы, где покусал 6 человек. Обошлось без летальных исходов. Леопард был усыплён (не убит), вывезен за город и выпущен на волю[9].

### Документальные фильмы
- «Тигры и леопарды» (документальный фильм Адама Маллинса из цикла «Людоеды», Канада, 2010).